# Rutilus pigus
Rutilus pigus — вид риб роду плітка (Rutilus). Зустрічається у північній частині басейну Адріатики від Лівенци до По, також у озерах Маджоре, Лугано і Комо (Італія, Швейцарія). Інтродукований до Арно. Прісноводний вид, сягає 45 см довжиною. Раритетний вид, занесений до Червоного списку МСОП та інших природоохоронних документів.

## Охорона
Раритетний вид риб, занесений до Червоного списку МСОП (охоронна категорія: вразливий вид), Бернської конвенції (Додаток ІІІ. Види фауни, що підлягають охороні), а також до Директиви Європейського Союзу 92/43/ЄС «Про збереження природних оселищ та видів природної фауни і флори» (Додаток II. Види рослин і тварин, що становлять особливий інтерес для Європейського Союзу, збереження яких потребує створення територій особливої охорони).

## Систематика
За даним видом закріпилася назва Плітка дунайська, в той час, як у басейні Дунаю він відсутній. Для дунайського басейну цей вид відзначався у значенні sensu lato, тобто у широкому сенсі. У Дунаї поширений інший вид — плітка панонська (Rutilus virgo), який довгий час вважався підвидом R. pigus, описувався як Rutilus pigus virgo.